# Parque de la Cuña Verde de O'Donnell
El Parque de la Cuña Verde de O'Donnell es un parque público de la ciudad de Madrid, dentro del desarrollo urbanístico de Moratalaz. La inauguración de la primera fase se produjo el día 5 de septiembre de 2006 por parte del alcalde Alberto Ruiz Gallardón.

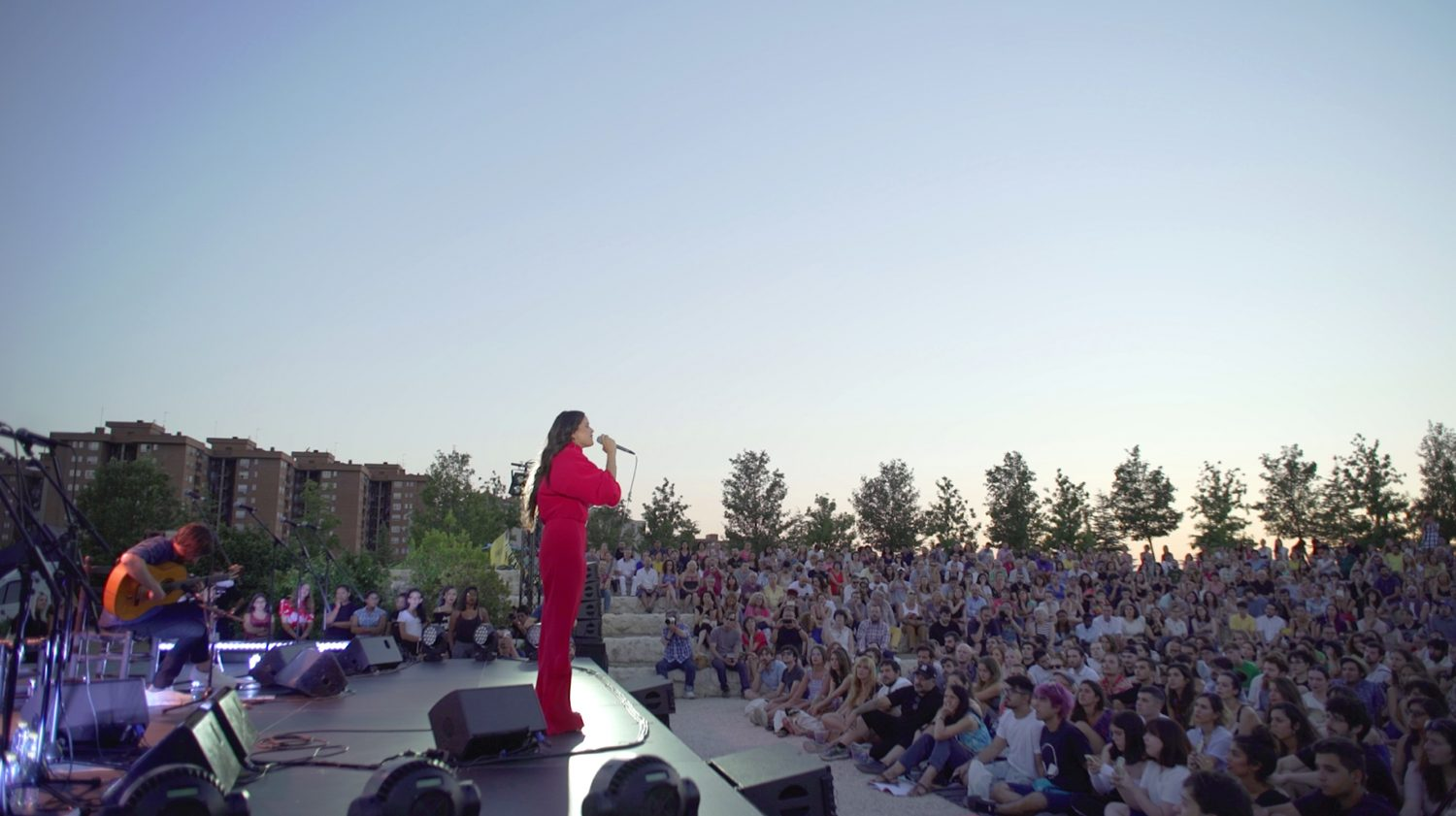
Rosalía y Raúl Refree actuando en el auditorio del parque.

El parque alberga distintas zonas y servicios como un auditorio, carril bici, el campo de entrenamiento del club de fútbol Moratalaz, parques para perros y zonas de ocio para niños y ancianos.